# Risør
Risørⓘ es un municipio y ciudad de la provincia de Agder, Noruega. Forma parte del  distrito tradicional de Agder. Es un conocido lugar turístico por sus lagos y colinas, además de por su paisaje costero. Tiene una población de 6909 habitantes según el censo de 2015.
Risør es famoso por sus atracciones turísticas, tales como el festival de barcos de madera que se lleva a cabo durante la primera semana de agosto cada año. También tiene una creciente reputación como la capital regional de las artes y oficios, que culmina en el «festival Villvin» durante las vacaciones de verano.
En el año 2007, Knut Henning Thygesen se convirtió en único alcalde del Partido Rojo —de extrema izquierda— electo en una votación directa para la alcaldía.